# Castagnède (Haute-Garonne)
Castagnède is een gemeente in het Franse departement Haute-Garonne (regio Occitanie) en telt 185 inwoners (1999). De plaats maakt deel uit van het arrondissement Saint-Gaudens.

## Geografie
De oppervlakte van Castagnède bedraagt 3,3 km², de bevolkingsdichtheid is 56,1 inwoners per km².
De onderstaande kaart toont de ligging van Castagnède (Haute-Garonne) met de belangrijkste infrastructuur en aangrenzende gemeenten.

## Demografie
Onderstaande figuur toont het verloop van het inwonertal (bron: INSEE-tellingen).